# Sidusa angulitarsis
Sidusa angulitarsis là một loài nhện trong họ Salticidae.
Loài này thuộc chi Sidusa. Sidusa angulitarsis được Eugène Simon miêu tả năm 1902.